# Handelia trichophylla
 Handelia trichophylla  Heimerl, 1922 è una specie di piante angiosperme dicotiledoni della famiglia delle Asteraceae, sottofamiglia Asteroideae,  tribù Anthemideae (clade Asian-southern African grade) e sottotribù Handeliinae.  Handelia trichophylla è anche l'unica specie del genere  Handelia   Heimerl, 1922.

## Etimologia
Il nome generico (Handelia) è stato dato in onore del botanico Heinrich Freiherr von Handel-Mazzetti (1882-1940). L'epiteto specifico ( trichophylla) deriva da due parole greche " trixoj-fullon" il cui significato è "con foglie simili a peli".
Il nome scientifico della specie è stato definito dal botanico Anton Heimerl (1857-1942) nella pubblicazione " Oesterreichische Botanische Zeitschrift. Gemeinnütziges Organ für Botanik ..." (  Oesterr. Bot. Z. 71: 215 ) del 1922. Il nome scientifico del genere è stato definito nella stessa pubblicazione.

## Descrizione
Portamento. La specie di questa voce è bienne oppure perenne, con habitus erbaceo (legnoso alla base). La pianta è monocarpica. L'indumento è formato da peli basifissi.
Fusto. La parte aerea è eretta, ramosa con superficie striata. La parte inferiore è densamente lanosa (il colore è bianco sporco), la parte superiore è glabrescente. Gli steli sono dotati un largo midollo. La parte sotterranea consiste in robuste radici a fittone. Altezza media: 30 - 100 cm.
Foglie. Le foglie sono disposte in modo alternato. Quelle basali sono picciolate, grandi con lamina fogliare oblunga (dimensioni: 5 - 30 × 2 - 12 cm) e densamente pelose. Quelle del fusto sono piccole (sub-filiformi), a portamento sessile, con forme oblunghe di tipo 3-pennatosetta.
Infiorescenza. Le sinflorescenze sono cimose e comprendono numerosi capolini raggruppati in corimbi più o meno densi. Le infiorescenze vere e proprie sono composte da un capolino terminale di tipo discoide omogamo. La struttura dei capolini è quella tipica delle Asteraceae: un peduncolo sorregge un involucro, con forme da emisferiche a sferiche, composto da diverse brattee, al cui interno un ricettacolo fa da base ai fiori di due tipi: fiori del raggio (qui assenti) e fiori del disco. Le brattee, a consistenza erbacea (ampiamente scariose sui margini), sono disposte in modo più o meno embricato su 3 serie. Il ricettacolo è emisferico e provvisto di pagliette (strettamente oblunghe o oblanceolate e canicolate) a protezione della base dei fiori. Diametro degli involucri: 5 mm.
Fiori.  I fiori sono tetra-ciclici (formati cioè da 4 verticilli: calice – corolla – androceo – gineceo) e pentameri (calice e corolla formati da 5 elementi). Si distinguono in:
- fiori del raggio (esterni): sono assenti;
- fiori del disco (centrali): sono più numerosi con forme brevemente tubulose (attinomorfe); sono ermafroditi (o funzionalmente maschili).

- Formula fiorale:

*/x K {\displaystyle \infty }, [C (5), A (5)], G 2 (infero), achenio
- Calice: i sepali del calice sono ridotti ad una coroncina di squame.

- Corolla: le corolla sono tubolari terminanti con 5 lobi punteggiati di ghiandole. I colori sono giallo e varietà di giallo.

- Androceo: l'androceo è formato da 5 stami (alternati ai lobi della corolla) sorretti da filamenti generalmente liberi (con collari larghi/snelli); gli stami sono connati e formano un manicotto circondante lo stilo. Le basi delle antere sono ottuse con appendici apicali acute. Il tessuto endoteciale (rivestimento interno dell'antera) è quasi sempre non polarizzato. Il polline è sferico con un diametro medio di circa 25 micron; è tricolporato (con tre aperture sia di tipo a fessura che tipo isodiametrica o poro) ed è echinato (con punte sporgenti).

- Gineceo: l'ovario è infero uniloculare formato da 2 carpelli. Lo stilo (il recettore del polline) è profondamente bifido (con due stigmi divergenti) e con le linee stigmatiche marginali separate o contigue. I due bracci dello stilo (claviformi-oblunghi) hanno una forma troncata e possono essere papillosi o ricoperti da ciuffi di peli.

Frutti. I frutti sono degli acheni con pappo (a volte il pappo può mancare). La forma degli acheni (piccoli, cuneati e poco appariscenti) varia da cilindrica a strettamente obovoide con sezione trasversale circolare o ellittica. I fianchi sono percorsi da 5 deboli coste longitudinali. Il pappo (pseudopappo) è formato da un corto anello apicale. Il pericarpo può avere delle cellule mucillaginifere (le sacche resinose sono sempre assenti). Dimensione degli acheni: 1 - 1,5 × 0,3 - 0,5 mm.

## Biologia
Impollinazione: tramite insetti (impollinazione entomogama tramite farfalle diurne e notturne).

Riproduzione: la fecondazione avviene fondamentalmente tramite l'impollinazione dei fiori.

Dispersione: i semi cadono a terra e vengono dispersi soprattutto da insetti come formiche (disseminazione mirmecoria). Un altro tipo di dispersione è zoocoria: gli uncini delle brattee dell'involucro (se presenti) si agganciano ai peli degli animali di passaggio che portano così i semi anche su lunghe distanze. Inoltre per merito del pappo (se presente) il vento può trasportare i semi anche per alcuni chilometri (disseminazione anemocora).

## Distribuzione e habitat
La specie di questa voce è distribuita in Asia centro-occidentale.

## Sistematica
La famiglia di appartenenza di questa voce (Asteraceae o Compositae, nomen conservandum) probabilmente originaria del Sud America, è la più numerosa del mondo vegetale, comprende oltre 23.000 specie distribuite su 1.535 generi, oppure 22.750 specie e 1.530 generi secondo altre fonti (una delle checklist più aggiornata elenca fino a 1.679 generi). La famiglia attualmente (2021) è divisa in 16 sottofamiglie; la sottofamiglia Asteroideae è una di queste e rappresenta l'evoluzione più recente di tutta la famiglia.

### Filogenesi
l gruppo di questa voce è descritto nella tribù Anthemideae, una delle 21 tribù della sottofamiglia Asteroideae). In base alle ultime ricerche nella tribù sono stati individuati (provvisoriamente) 4 principali lignaggi (o cladi): "Southern hemisphere grade", "Asian-southern African grade", "Eurasian grade" e "Mediterranean clade". Il genere  Handelia  (insieme alla sottotribù Handeliinae) è incluso nel clade Asian-southern African grade..
Storicamente nella struttura interna della sottotribù si individuano due gruppi principali: (1) "Handelia Group" e (2) Cancrinia Group; il genere della specie di questa voce fa parte del "Handelia Group". In questo gruppo si individuano alcuni caratteri costanti come gli steli piuttosto spessi e basalmente villosi, un midollo morbido e foglie fortemente sezionate con lobi filiformi.
I caratteri distintivi della specie  Handelia trichophylla sono:
- l'indumento è formato esclusivamente da peli basifissi;
- i fusti sono sparsamente ramificati e fogliosi;
- i capolini sono raccolti in densi corimbi.

Il numero cromosomico della specie è: 2n = 18.

### Sinonimi
Sono elencati alcuni sinonimi per questa entità:
- Achillea trichophylla Schrenk ex Fisch. & C.A.Mey.